# Bečej
Bečej (serbocroata cirílico: Бечеј, pronunciado [bet͡ʃej], /béchei/; en húngaro: Óbecse, pronunciado [o:bɛt͡ʃɛ]) es un municipio y villa de Serbia perteneciente al distrito de Bačka del Sur de la provincia autónoma de Voivodina.
En 2011 su población era de 37 351 habitantes, de los cuales 23 895 vivían en la villa y el resto en las 4 pedanías del municipio. El municipio está mayoritariamente habitado casi a partes iguales por dos grupos étnicos: magiares (17 309 habitantes) y serbios (15 451 habitantes).
Se ubica a orillas del río Tisza, unos 30 km al noreste de Novi Sad.

## Historia
Se conoce la existencia del asentamiento en documentos del reino de Hungría desde 1091. En la primera mitad del siglo XV formó parte de las tierras del noble serbio Đurađ Branković. En 1551, la localidad fue conquistada por las tropas de Sokollu Mehmet Bajá para el Imperio otomano, que la incluyó en el sanjacado de Segedin. A finales del siglo XVII, Bečej fue reconquistada por el Imperio Habsburgo y creció notablemente de tamaño al recibir a serbios que huían de la ocupación turca del Banato. Entre 1702 y 1751 formó parte de la Vojna Krajina; cuando finalizó esta administración militar, muchos serbios emigraron al Imperio ruso, principalmente a los alrededores de Novomýrhorod y a Eslavoserbia. Para frenar la emigración, se estableció aquí la capital del distrito de Potisje, territorio autónomo serbio que existió entre 1751 y 1848; en este período también se asentaron aquí numerosos magiares.

## Pedanías
- Bačko Gradište (húngaro: Bácsföldvár)
- Bačko Petrovo Selo (húngaro: Péterréve)
- Mileševo (húngaro: Kutaspuszta o Drea)
- Radičević (también llamado "Čikerija")

## Deportes
- VK Bečej
- FK Bečej